# Tercio "Alejandro Farnesio"
Il 4° Tercio "Alejandro Farnesio" è un'unità di fanteria della Legione spagnola appartenente all'Ejército de Tierra spagnolo di stanza a Ronda nel circondario di Malaga.

## Storia
Il 4° Tercio "Alejandro Farnesio" della Legione spagnola fu creato nel 1950 nella città di Villa Sanjurjo (Alhucemas). Oggi è un'unità amministrativa con la responsabilità analoga a quella del 3° Tercio "Don Juan de Austria". Situato nella città di Ronda (Malaga), è l'unica unità della Brigata situata distante dalla sede principale di Almería.

## Missione
Come le Bandere del 3° Tercio "Don Juan de Austria", la X Bandera "José Millán-Astray" è una degli elementi chiave della Brigata di manovra. Operazioni aeromobili e attacco aereo sono la sua specialità, l'addestramento tattico è condiviso con le forze aeromobili elicottero dell'Esercito.

## Organico
Si compone di: Comando, Stato Maggiore e un battaglione di fanteria leggera, la X Bandera "José Millán-Astray", che è formata da una Compagnia comando, tre Compagnie di fanteria leggera, una Compagnia di supporto e servizi.

## I comandanti del IV Tercio
- Col. D. Enrique Gomariz de Robles, 31 luglio 1994-1º dicembre 1996
- Col. D. Luis Gómez Hortiguela Amillo, 1º dicembre 1996-17 dicembre 1998
- Col. D. Vicente Díaz de Villegas Herrerías, 17 dicembre 1998-20 dicembre 2000
- Col. D. José Manuel Muñoz Muñoz, 20 dicembre 2000-20 dicembre 2002
- Col. D. Juan Bautista García Sánchez, 20 dicembre 2002-1º novembre 2004
- Col. D. Ángel Álvarez Jiménez, 1º novembre 2004-18 dicembre 2006
- Col. D. Ramón Prieto Oses, 20 dicembre 2006-20 dicembre 2008
- Col. D. Miguel Martín Bernardi, 20 dicembre 2008-